# Henri Bordier
Pour les articles homonymes, voir Bordier.
Henri Bordier, né le 8 août 1817 à Paris et mort le 31 août 1888 dans la même ville, est un historien et bibliothécaire français.

## Biographie
Henri Léonard Bordier prend part à la Société bibliophile-historique. Il est élève de l'École royale des chartes de 1839 à 1841, date à laquelle il obtient le diplôme d'archiviste paléographe.
Il est employé de 1851 à 1853 par les Archives nationales, puis à la Bibliothèque nationale.
Il est l'auteur d'une Histoire de France en collaboration avec Édouard Charton.
En 1869, avec son confrère Émille Mabille, il est expert paléographe dans le procès du faussaire Denis Vrain-Lucas.
Il est le beau-père d'Ernest Stroehlin et de Théophile Dufour, ainsi que le grand-père de la romancière Noëlle Roger.

## Œuvres
- Les Archives de la France ou histoire des archives de l'empire, des archives des ministères, des départements, des communes, des hôpitaux, des greffes, des notaires, etc., contenant l'inventaire d'une partie de ces dépôts, Paris, Dumoulin, 1855 ; Genève, 1978
- Le Chansonnier huguenot du XVIe siècle, Paris, Librairie Tross, 1870 ; réédition Genève, Slatkine reprints, 1969.
- Histoire de France depuis les temps les plus anciens jusqu’à nos jours d’après les documents originaux et les monuments de l’art de chaque époque, en collaboration avec Édouard Charton, 2 tomes, Aux bureaux du Magasin pittoresque, 1859 ; rééditions 1860, 1862, etc.
- L'École historique de Jérôme Bolsec, Genève, Charles Schuchardt, 1880
- Description des peintures et autres ornements contenus dans les manuscrits grecs de la Bibliothèque nationale, Paris, H. Champion, 1883